# Taken by Force
Albums de Scorpions
Virgin Killer
(1976) Tokyo Tapes
(1978)
Singles
1. "He's a Woman, She 's a Man"
Sortie : 1977

Taken by Force est le cinquième studio album du groupe allemand de hard rock Scorpions, sorti le 4 décembre 1977.

## Enregistrement
Enregistré entre juin et octobre 1977 à Cologne dans les studios du producteur Dieter Dierks, cet album fut le premier du groupe à être promu assez fortement aux États-Unis ainsi que le premier enregistré avec Herman Rarebell, 4e batteur en date des Scorpions. Originellement musicien de studio en Angleterre, Herman rejoint le groupe lorsque leur batteur Rudy Lenners choisit de quitter le groupe pour des raisons personnelles. Bien vite, Rarebell impose sa marque au sein du groupe, ses coups de baguette "sifflant comme des fouets" (selon le magazine Melody Maker). Il concurrence même Klaus Meine dans l'écriture des paroles des chansons, avec "He's a Woman, She's a Man".
Après la tournée de promotion de cet album pendant laquelle sera enregistré le premier album en public du groupe, Tokyo Tapes, Uli Roth quittera le groupe pour former son propre groupe Electric Sun.

## Composition de l'album
L'album lui-même contient certaines des plus belles chansons du groupe période Uli Jon Roth comme "The Sails Of Charon", le single "He's A Woman, She's A Man" et surtout "We'll Burn the Sky", une des plus belles chansons des Scorpions dans l'absolu dont les paroles ont été écrites à la mémoire de Jimi Hendrix par Monika Dannemann, son ex-petite amie (elle était alors compagne de Uli Jon Roth).
 Uli Jon Roth composa trois titres pour cet album, " I've Got To Be Free", "Your Light" et "Sails of Charon" dont il laissera, contrairement aux trois albums précédents, Klaus Meine interpréter le chant. Sur ce dernier titre, qui durait sur la version vinyle de l'album environ cinq minutes et seize secondes, l'intro d'environ cinquante secondes sera supprimée sur la plupart des rééditions en compact disc.
À l'instar du précédent album, Virgin Killer, la pochette représentant des adolescents jouant avec des fausses armes dans un cimetière militaire fut interdite et remplacée par une photo du groupe. La pochette censurée est toujours disponible au Japon.
En 2011, la réédition de cet album propose deux titres bonus, "Suspender Love" qui était la face B du single "He's a Woman, She's a Man" et "Polar Nights", version "Tokyo Tapes" qui, pour manque de place, avait été supprimée de la réédition CD de l'album en public.

## Liste des titres
| 1. | Steamrock Fever       | Klaus Meine      | Rudolf Schenker | 3:37 |
| 2. | We'll Burn the Sky    | Monika Dannemann | R.Schenker      | 6:26 |
| 3. | I've Got to Be Free   | Uli Jon Roth     | Roth            | 4:00 |
| 4. | The Riot of Your Time | Meine            | R.Schenker      | 4:09 |

| 5. | The Sails of Charon         | Roth                   | Roth       | 5:16 |
| 6. | Your Light                  | Roth                   | Roth       | 4:31 |
| 7. | He's a Woman - She's a Man  | Meine, Herman Rarebell | R.Schenker | 3:15 |
| 8. | Born to Touch Your Feelings | Meine                  | R.Schenker | 7:40 |

| 9.  | Suspender Love | Meine | R.Schenker | 3:20 |
| 10. | Polar Nights   | Roth  | Roth       | 6:56 |

| 9.  | Suspender Love                                        | Meine        | R.Schenker |      |
| 10. | Busy Guys (Unreleased Demo Version)                   | Meine        | R.Schenker | 4:24 |
| 11. | Believe in Love (Unreleased Demo Version)             | Meine        | R.Schenker | 3:42 |
| 12. | Midnight Blues Jam (Unreleased Demo Version)          | Meine        | R.Schenker | 4:08 |
| 13. | Blue Dream (Unfinished Instrumental Version)          | Instrumental | Roth       | 4:09 |
| 14. | Born To Touch Your Feelings (Unreleased Demo Version) | Meine        | R.Schenker | 5:03 |

## Composition du groupe
- Klaus Meine – chants
- Ulrich Roth – guitare solo, chœurs
- Rudolf Schenker – guitare rythmique, chœurs
- Francis Buchholz – basse, chœurs
- Herman Rarebell – batterie, chœurs

## Chart
| Pays         | Durée du classement | Meilleur classement | Date             |
| ------------ | ------------------- | ------------------- | ---------------- |
| Belgique (W) | 1 semaine           | 139e                | 14 novembre 2015 |